# 로마 참피노 공항
로마 참피노 공항(이탈리아어: Aeroporto di Roma-Ciampino) 또는 별칭 조반 바티스타 파스티네 국제공항(이탈리아어: Aeroporto Internazionale Giovan Battista Pastine)은 이탈리아 참피노에 위치한 공항이다. 로마 피우미치노 공항 (레오나르도 다 빈치 국제공항)과 경영 모체는 동일하며, 피우미치노 공항은 장거리, 소형 기계에 의한 단거리 (주로 저가 항공사)는 로마 참피노 공항이다.

## 시설

### 여객 터미널
공항에는 출발 및 도착 시설이 있는 1층짜리 여객 터미널 건물이 있다. 출발 구역은 일부 매장과 서비스 시설이 있는 메인 홀과 제트 브리지가 없어 도보 또는 버스 탑승을 이용한 31개의 체크인 카운터와 16개의 출발 게이트로 구성되어 있다. 도착장에는 별도의 출입구가 있으며 4개의 수하물 벨트와 몇 개의 서비스 카운터가 있다.

### 다른 사용처
공항에는 봄바디어 415대의 항공 소방기가 있다. DHL 등 특급물류회사와 이탈리아 정부의 공식 항공편, 이탈리아 수도를 방문하는 고위 인사들의 항공편에도 사용된다. 민간 항공편이 주로 로마 우르베 공항으로 옮겨졌지만, 더 작은 일반 항공 터미널도 있다.